# お告げのマリア修道会
お告げのマリア修道会（おつげのマリアしゅうどうかい）は、長崎県長崎市小江原4丁目に本部を置くカトリックの女子修道会である。長崎県内において女子修道院のほか、医療機関、福祉施設、教育機関等の設置運営を行っている。長崎県五島市松山町で「聖マリア病院」を運営するほか、一部の保育園と佐世保市黒島における黒島デイサービス事業所の運営については「社会福祉法人サンタマリア会」を別に設けて行っている。

## 歴史
明治時代に入り、それまでのキリスト教禁令が解かれて以降、長崎県内では潜伏キリシタンからカトリックに復帰する信者が多かったが、生活は苦しく、1874年（明治7年）に赤痢などの伝染病や台風被害などにより長崎各地で罹患者・被災者が続出した。彼らを救うためパリ外国宣教会のマルク・マリー・ド・ロ神父らが救護活動を始め、その手助けのために浦上（長崎市）の4人の独身女性が奉仕作業に協力した。彼女たちは家族への伝染病感染を防ぐため民家を借りて共同生活を始め、さらに被災地で取り残された孤児を保護し孤児院「浦上養育院」を創立し、農耕・牧畜をしながら養育していった。
1877年（明治10年）に準修道会「十字会」として創立、1879年（明治12年）にはド・ロ神父により「聖ヨゼフ会」が創立され、外海、黒島、平戸、五島など長崎県内各地に協力者を募り、教会奉仕と福祉活動を目的とした共同体が創られた。
彼女らの共同生活は「女部屋」と呼ばれ、社会福祉や幼児教育など、さまざまな活動を通して長崎のカトリック信徒から親しまれていたが、1956年（昭和31年）に長崎大司教の山口愛次郎により県下22の準修道院を合同して「聖婢姉妹会」が設立された。さらに1975年（昭和50年）にはローマ教皇庁の認可を受けた修道会となり、現在の名称に改めた。2000年（平成12年）には「お告げのマリア修道会」として創立25周年を迎えた。

## 関連施設
- 旧出津救助院（きゅう しつ きゅうじょいん）- 長崎県長崎市西出津町2696-1

ド・ロ神父が1883年（明治16年）に外海に創設した女性のための授産施設。お告げのマリア修道会の前身となる聖ヨゼフ会が協力して創設。
現在は一般社団法人「ド・ロさまの家」が運営、歴史展示施設として一般公開（観覧有料）
世界文化遺産長崎と天草地方の潜伏キリシタン関連遺産、重要文化財、長崎県指定文化財（ド・ロ神父遺跡）。
- 長崎市ド・ロ神父記念館 - 長崎県長崎市西出津町2633（旧出津救助院に隣接）[4][5]

旧出津救助院内のイワシ網工場。重要文化財、長崎県指定文化財（ド・ロ神父遺跡）。
この区画は長崎市が管理する市立施設となっており、入場料などは旧出津救助院と異なる。

## 音楽作品
聖パウロ修道会の出版社「サンパウロ」から発行された『カトリック聖歌集』CD制作に参加し、同修道会の女子修道士（シスター）と合唱団「コラール長崎」の歌唱により、同修道会本部聖堂で録音された。
各CDの詳細については、聖パウロ修道会「パウルスショップ 商品一覧」を参照。
1. 「ほめよたたえよ」合唱によるカトリック聖歌 1　2011年7月4日
2. 「来ませ救い主」合唱によるカトリック聖歌 2　2011年10月6日
3. 「みつかいのパン」合唱によるカトリック聖歌 3　2012年3月12日
4. 「みははマリア」合唱によるカトリック聖歌 4　2012年7月2日
5. 「主よみもとに」合唱によるカトリック聖歌 5　2012年10月10日